# Claudio Desderi
Claudio Desderi (Alessandria, 9 aprile 1943 – Firenze, 30 giugno 2018) è stato un baritono, direttore d'orchestra e direttore artistico italiano.
Figlio di Ettore Desderi, esordì nel 1969 come Gaudenzio nel Il signor Bruschino di Gioachino Rossini a Edimburgo. Versatile baritono, preferì il ruolo del buffo.
Fu direttore artistico del pisano Teatro Verdi dal 1991 al 1998, del torinese Teatro Regio dal 1999 al 2001 e sovrintendente del palermitano Teatro Massimo dal 2002 al 2003 del quale avviò il risanamento economico ed il rilancio culturale.
A queste due attività aggiunse, al più tardi dai primi anni 90, quella di direttore d'orchestra.

## Discografia
- Schubert: Die Winterreise - Claudio Desderi/Dino Ciani, 1981 Fonit Cetra
- Mozart: Così Fan Tutte - Carol Vaness/Delores Ziegler/John Aler/Dale Duesing/Lillian Watson/Claudio Desderi/Glyndebourne Chorus/London Philharmonic Orchestra/Bernard Haitink, 1987, EMI
- Mozart: Le Nozze di Figaro - Claudio Desderi/Felicity Lott/Gianna Rolandi/Richard Stillwell/Faith Esham/Artur Korn/Glyndebourne Chorus/London Philharmonic Orchestra/Bernard Haitink, 1988, EMI
- Rossini: La pietra del paragone - Claudio Desderi/Alessandro Svab/Paolo Rumetz/Maria Costanza Nocentini/Paolo Barbacini/Helga Müller-Molinari/Roberto Scaltriti/Vincenzo di Matteo/Antonella Trovarelli/Orchestra Camerata Musicale, 1992 Nuova Era
- Rossini: Il Signor Bruschino - Alessandro Codeluppi/Claudio Desderi/I Virtuosi Italiani/Massimiliano Barbolini, 2004 Naxos
- Bussotti: The Rara Requiem - Carol Plantamura/Claudio Desderi/Delia Surrat/Gianpiero Taverna/Giuseppe Baratti/Giuseppe Sinopoli/NDR Sinfonieorchester/Saarbrucken Rundfunk Symphony Orchestra, 2007 Deutsche Grammophon

## DVD & BLU-RAY
- Donizetti: Don Pasquale (Ravenna Festival 2006) - Claudio Desderi/Mario Cassi/Juan Francisco Gatell/Riccardo Muti/Andrea De Rosa (regista), Arthaus Musik/Naxos
- Mozart: Così fan tutte (La Scala, 1989) - Daniela Dessì/Alessandro Corbelli/Claudio Desderi/Riccardo Muti, Opus Arte/Naxos
- Mozart: Don Giovanni (La Scala, 1987) - Thomas Allen/Edita Gruberová/Natale De Carolis/Riccardo Muti, Opus Arte/Naxos
- Rossini, Cenerentola - Abbado/Stade/Araiza/Desderi, regia Jean-Pierre Ponnelle, 2005 Deutsche Grammophon